# Bakmaskin

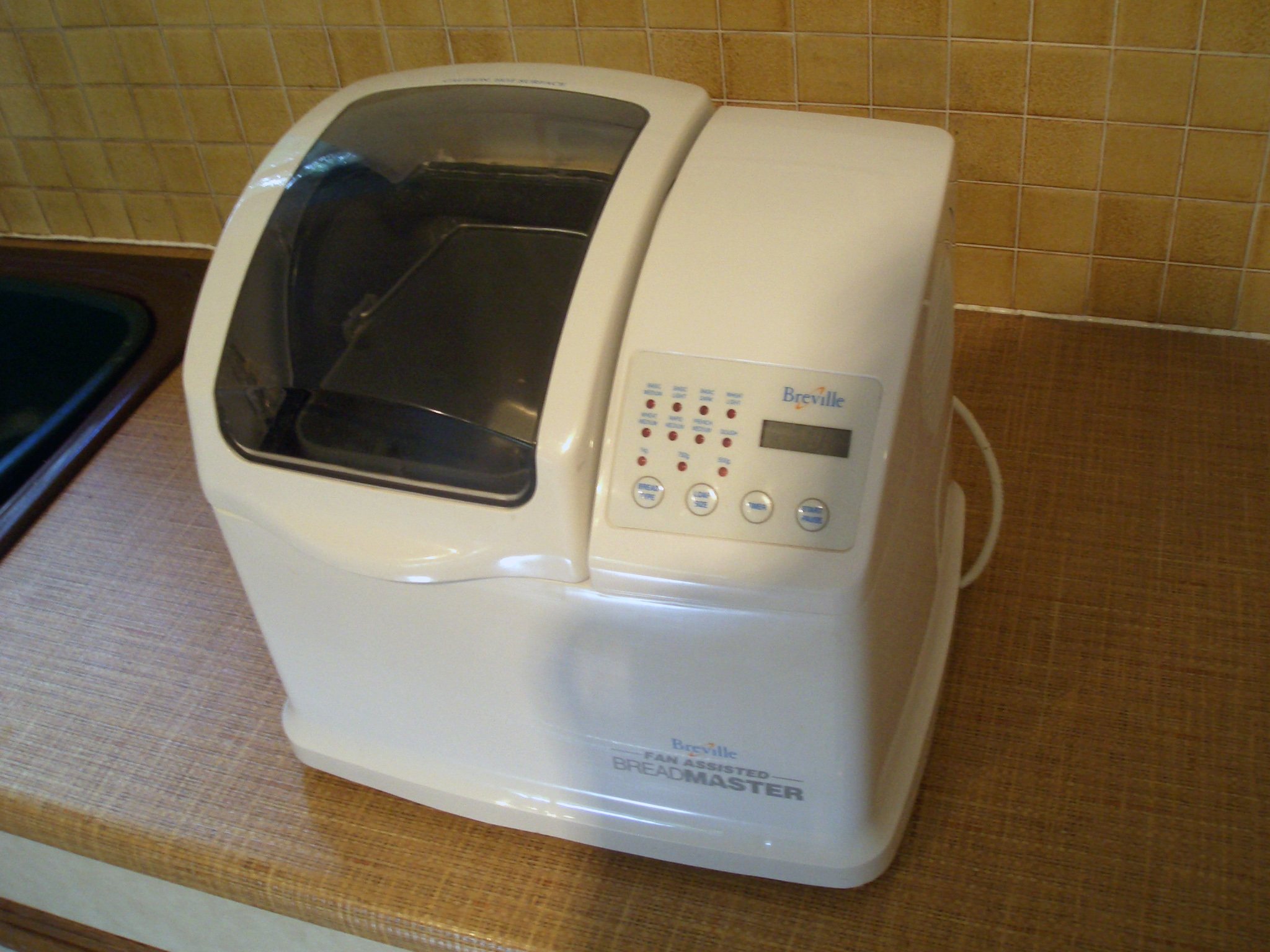
Bakmaskin

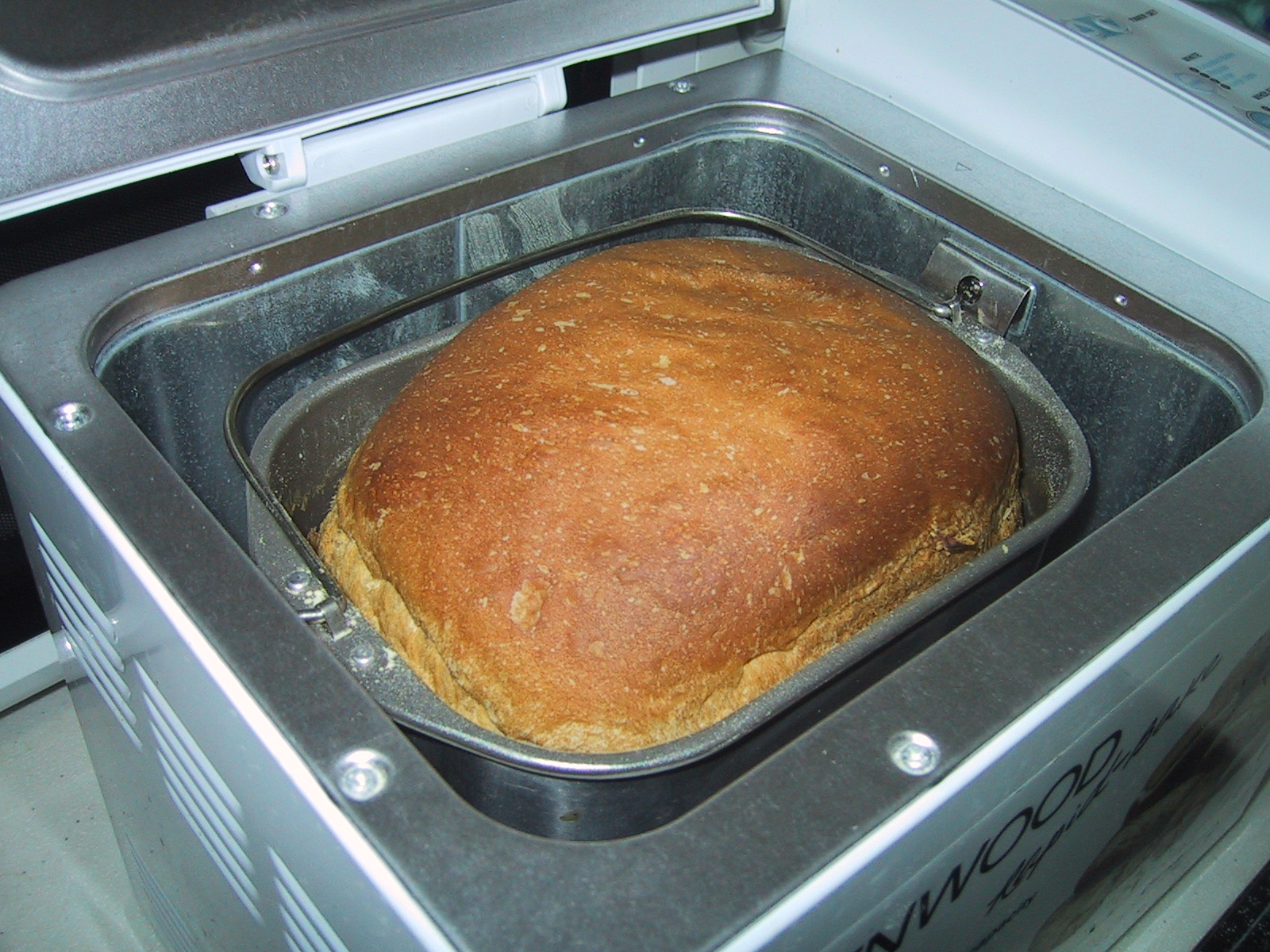
Bakmaskin

En bakmaskin är en köksmaskin som bakar bröd. Maskinen blandar ingredienser till en deg, knådar degen, jäser och gräddar brödet automatiskt. Den är typiskt utrustad med ett ur eller en timer med vilken man kan ställa in när brödet ska vara färdigt (vanligtvis inom 3 timmar), så att det går att servera nybakat och varmt till frukost.

## Historik
Tekniken har sitt ursprung i Japan, och bakmaskinen introducerades i Sverige 1987.
Bakmaskinen utsågs i Sverige till årets julklapp 1988 av Handelns utredningsinstitut. Den minskade dock snabbt i popularitet under 1990-talet, för att åter bli populär mot slutet av 2000-talets första decennium.

## Källhänvisningar
1. ↑  "bakmaskin". NE.se. Läst 4 september 2014.
2. ↑  "Årets julklapp". Handelnshistoria.se. Läst 4 september 2014.
3. ↑  "Bakmaskinen är het igen". Aftonbladet.se, 2009-12-22. Läst 4 september 2014.